# 福澤諭吉先生を讃える歌
- 福澤諭吉先生を讃ふ歌
- 福沢諭吉先生を讃える歌

「福澤諭吉先生を讃える歌」（ふくざわゆきちせんせいをたたえるうた）は、1951年（昭和26年）に発売された藤山一郎の楽曲。作詞・西川好次郎、作曲・森完二。

## 解説
慶應義塾創立者の福澤諭吉が1901年（明治34年）に没して50年の節目を記念するため企画された「福沢先生五十年祭」実行委員会の主催、朝日新聞社の後援により歌詞を懸賞募集して選定された楽曲である。
日本コロムビアが製造したSP盤（規格品番：A1045）の創唱者には慶應義塾大学OBの藤山一郎が選ばれ、2011年（平成23年）にはコロムビア発売の『国民的歌手 藤山一郎全集』下（COCP-36279〜31）でディスク2のトラック13に収録された。また、1958年（昭和33年）発売のLP盤『慶應の歌』を2015年（平成27年）にCDで復刻した際にボーナス・トラック扱いでトラック17に収録されている。